# Metalimnobia (Metalimnobia) dietziana
Metalimnobia (Metalimnobia) dietziana is een tweevleugelige uit de familie steltmuggen (Limoniidae). De soort komt voor in het Nearctisch gebied.